# 23e étape du Tour de France 1952
Pour un article plus général, voir Tour de France 1952.
La 23e étape du Tour de France 1952 est une course cycliste française qui constitue la dernière étape du 39e Tour de France.
La course s'est déroulée le 19 juillet, part de Vichy et arrive à Paris pour une distance de 354 kilomètres. L'étape est remportée par le Français Antonin Rolland. L'Italien Fausto Coppi conserve la tête du classement général et remporte le Tour de France.

## Parcours
Le parcours, constitue une étape de plaine longue de 354 km ; il suit un axe Sud-Nord et emprunte le territoire de cinq départements : Allier, Nièvre, Loiret, Seine-et-Oise et Seine. Il visite notamment les villes de Vichy (ville-étape pour la première fois), Moulins, Nevers, Gien,Pithiviers, Étampes, Longjumeau, Boulogne-Billancourt et Paris.
Le vélodrome du parc des Princes dans le 16e arrondissement de Paris accueille l'arrivée du Tour comme chaque année de 1905 à 1967.

## Classement de l'étape
| \| Classement de l'étape \| Classement de l'étape \| Classement de l'étape \| Classement de l'étape \| Classement de l'étape \| \| Coureur \| Coureur \| Pays \| Équipe \| Temps \| \| --------------------- \| --------------------- \| --------------------- \| --------------------- \| --------------------- \| \| 1er \| Antonin Rolland \| France \| \| \| \| 2e \| Gottfried Weilenmann \| Suisse \| \| \| \| 3e \| Henk Faanhof \| Pays-Bas \| \| \| \| 4e \| André Rosseel \| Belgique \| \| \| \| 5e \| Adolphe Deledda \| France \| \| \| \| 6e \| Jean Goldschmit \| Luxembourg \| \| \| \| 7e \| Jean Delahaye \| France \| \| \| \| 8e \| Luciano Pezzi \| Italie \| Atala \| \| \| 9e \| Raoul Rémy \| France \| France \| \| \| 10e \| Pierre Pardoën \| France \| \| \| |                      |            |        |       |
| |                      |            |        |       |
| |                      |            |        |       |
| Classement de l'étape |                      |            |        |       |
| Coureur | Coureur              | Pays       | Équipe | Temps |
| 1er | Antonin Rolland      | France     |        |       |
| 2e | Gottfried Weilenmann | Suisse     |        |       |
| 3e | Henk Faanhof         | Pays-Bas   |        |       |
| 4e | André Rosseel        | Belgique   |        |       |
| 5e | Adolphe Deledda      | France     |        |       |
| 6e | Jean Goldschmit      | Luxembourg |        |       |
| 7e | Jean Delahaye        | France     |        |       |
| 8e | Luciano Pezzi        | Italie     | Atala  |       |
| 9e | Raoul Rémy           | France     | France |       |
| 10e | Pierre Pardoën       | France     |        |       |

## Classement général à l'issue de l'étape
| \| Classement général \| Classement général \| Classement général \| Classement général \| Classement général \| \| Coureur \| Coureur \| Pays \| Équipe \| Temps \| \| ------------------ \| ------------------ \| ------------------ \| ---------------------- \| ------------------ \| \| 1er \| Fausto Coppi \| Italie \| Bianchi \| \| \| 2e \| Stan Ockers \| Belgique \| Peugeot-Dunlop \| \| \| 3e \| Bernardo Ruiz \| Espagne \| \| \| \| 4e \| Gino Bartali \| Italie \| \| \| \| 5e \| Jean Robic \| France \| \| \| \| 6e \| Fiorenzo Magni \| Italie \| Ganna-Ursus \| \| \| 7e \| Alex Close \| Belgique \| \| \| \| 8e \| Jean Dotto \| France \| \| \| \| 9e \| Andrea Carrea \| Italie \| \| \| \| 10e \| Antonio Gelabert \| Espagne \| Équipe cycliste Terrot \| \| |                  |          |                        |       |
| |                  |          |                        |       |
| |                  |          |                        |       |
| Classement général |                  |          |                        |       |
| Coureur | Coureur          | Pays     | Équipe                 | Temps |
| 1er | Fausto Coppi     | Italie   | Bianchi                |       |
| 2e | Stan Ockers      | Belgique | Peugeot-Dunlop         |       |
| 3e | Bernardo Ruiz    | Espagne  |                        |       |
| 4e | Gino Bartali     | Italie   |                        |       |
| 5e | Jean Robic       | France   |                        |       |
| 6e | Fiorenzo Magni   | Italie   | Ganna-Ursus            |       |
| 7e | Alex Close       | Belgique |                        |       |
| 8e | Jean Dotto       | France   |                        |       |
| 9e | Andrea Carrea    | Italie   |                        |       |
| 10e | Antonio Gelabert | Espagne  | Équipe cycliste Terrot |       |